# Юнионвилл (Миссури)
Юнионвилл (англ. Unionville) — город (фактически — посёлок) в округе Патнам на севере штата Миссури близ границы с Айовой.

## Описание
Юнионвилл был основан в 1853 году, после того, как в результате длительных препирательств были наконец определены границы и принадлежность округа Патнам.
По данным переписи населения 2010 года, городок имел площадь в пару квадратных миль (чуть больше 5 квадратных километров), а проживали в нём 1865 человек, в том числе 844 домохозяйства и 468 семей. Для сравнения, в 2000 году здесь жил 2041 человек, хотя стоит отметить, что за последний век численность населения практически регулярно колебалась в диапазоне 1800—2000 человек. По данным на 2010 год в городе находилось чуть больше тысячи домов. По расовому составу подавляющее большинство (97,1 %) были белой расы, негров — 0,4 %, индейцев — 0,2 %, азиатов — 0,7 %, остальных рас — 0,3 %, а метисов — 1,3 %. На долю испанцев или латиносов приходилось 1,2 % населения. По гендерному составу на долю мужчин и женщин приходилось 46,5 % и 53,5 % соответственно.

### Катастрофа рейса 11
22 мая 1962 года неподалёку от Юнионвилла произошла крупнейшая в штате Миссури авиакатастрофа. Пассажирский самолёт Boeing 707 авиакомпании Continental Airlines выполнял пассажирский рейс 11 из Чикаго в Канзас-Сити, когда вдруг разрушился в воздухе, после чего обломки рухнули на землю в десятке километров к северо-северо-западу от Юнионвилла, при этом погибли 45 человек. Причиной катастрофы стал теракт пассажира-самоубийцы, который доведённый до отчаяния из-за долгов застраховал свою жизнь на крупные суммы, после чего пронёс на борт бомбу. После того, как рейс 11 вышел из зоны грозы и пассажирам разрешили отстегнуться, самоубийца пронёс в туалет свою бомбу и взорвал её.
В настоящее время в Юнионвилле установлен мемориал с именами жертв той трагедии.